# Vilt (textiel)

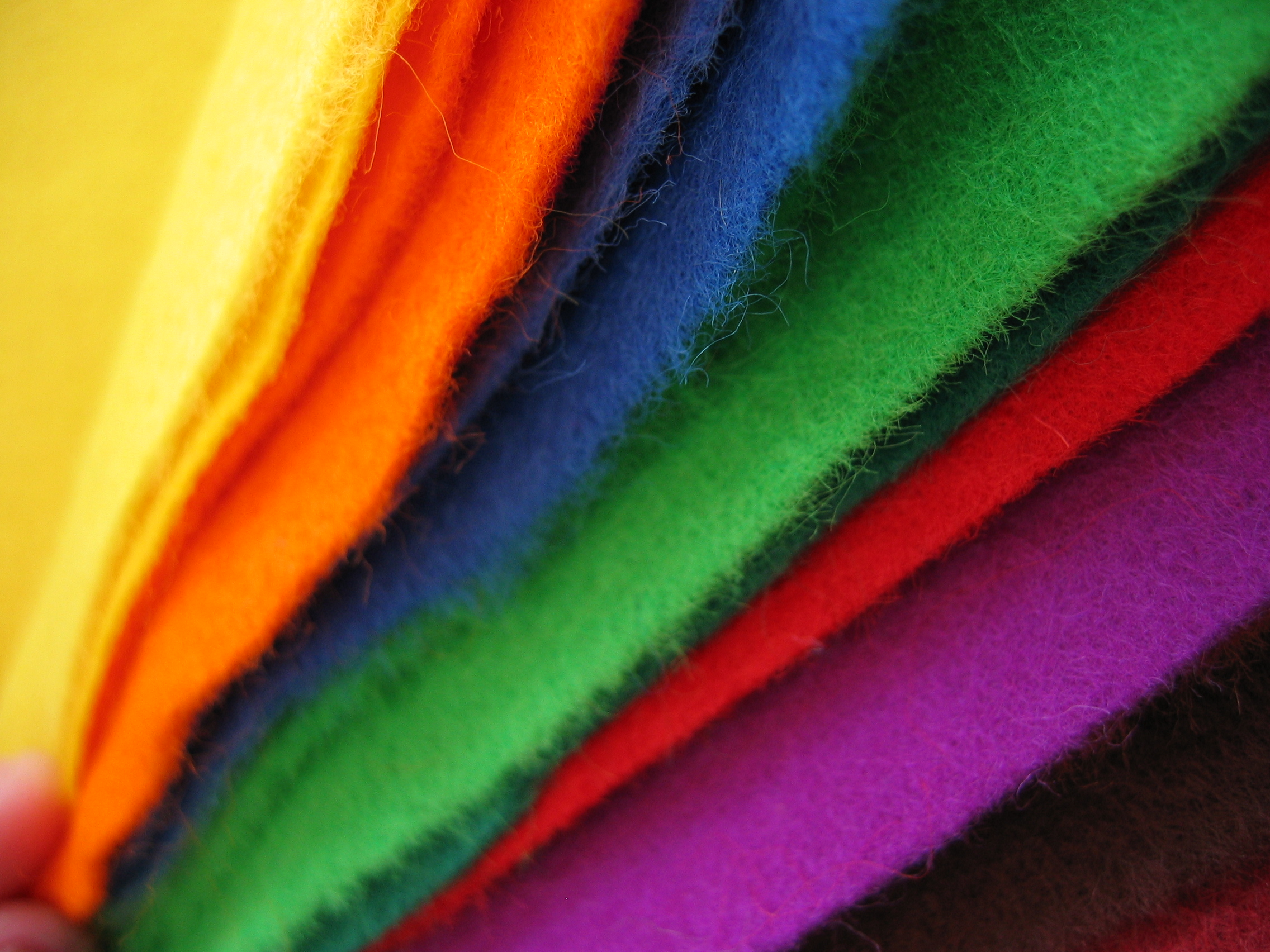
Vilt in verschillende kleuren

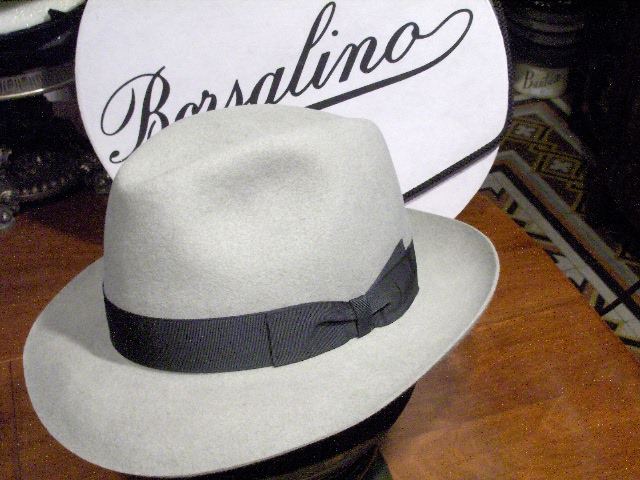
Een fedora gemaakt door Borsalino

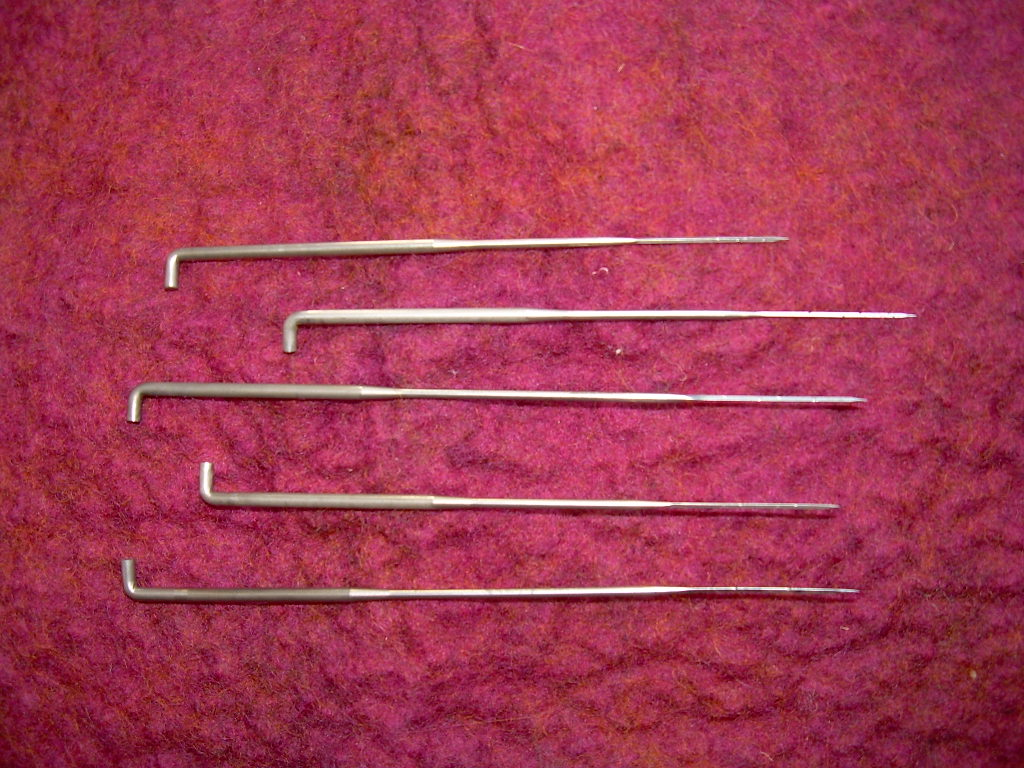
Viltnaalden

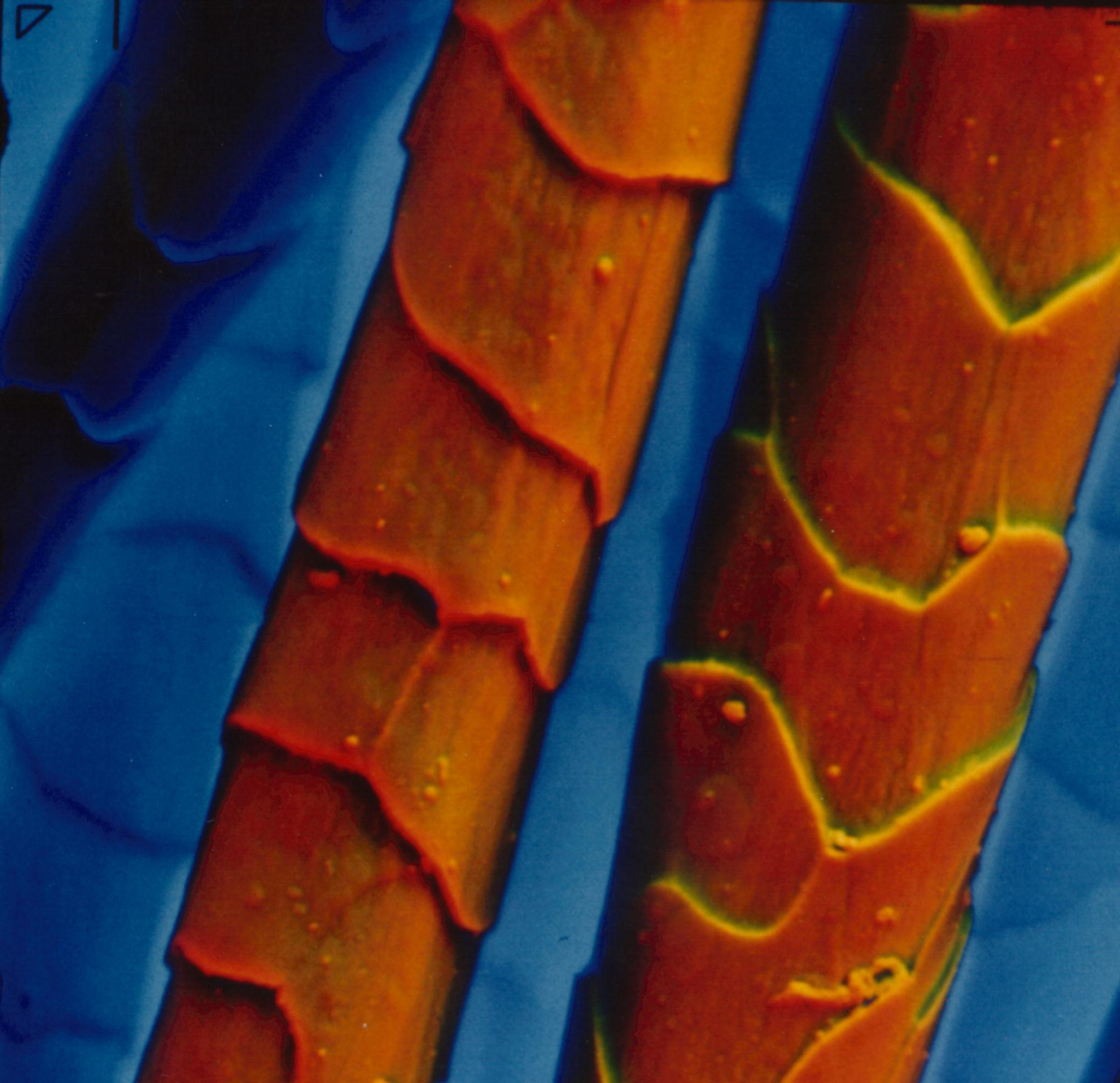
Wolvezel met schubben

Vilt is een niet-geweven textielsoort waarbij de vezels door bewerking in elkaar gehaakt zijn en er een dichte stof is ontstaan die waterafwijzend is. Voorbeelden zijn de duffelse stof uit Vlaanderen en de loden stof uit Oostenrijk.

## Geschiedenis
Vilt was vermoedelijk de eerste vorm van textiel die de mens vervaardigde, al komt een prehistorische manier van ineenvlechting van plantenstrengen daar ook voor in aanmerking. In elk geval ging de uitvinding van het vilt die van het weven en het breien ruimschoots voor. De oudste bewaarde viltresten dateren van circa 6500 voor Christus en werden gevonden in Klein-Azië.
Ook in later tijden was het vollen een belangrijke stap in het maken van lakense stof. Het werd op grote schaal toegepast, in eerste instantie met de voeten in grote kuipen, later in volmolens.

## Samenstelling en productie
De basis van de productie van vilt is een proces waarbij de wolvezels door bewerking in elkaar haken. Wol is een vezel die eenvoudig in elkaar haakt vanwege de kenmerkende schubben. Als deze vezels langs elkaar schuiven en de schubben zijn tegengesteld gericht dan zullen de schubben in elkaar haken. Vilt kan op verschillende wijzen gemaakt worden. 

### Nat vilten
Bij deze techniek wordt vilt gemaakt door wol met heet water te bevochtigen en tegelijk door wrijving te stimuleren zodat de vezels langs elkaar schuiven. Doordat de schubben het teruggaan verhinderen zal de vezelmassa steeds compacter en steviger worden. Deze productiestap heet vollen, vilten of walken. Het is een langdurig proces, omdat nooit meer dan vijf procent van de vezels tegelijk van plaats verandert. Iets daarvan is terug te zien als men een wollen kledingstuk heet wast: de wol krimpt doordat de vezels in elkaar zijn gaan haken. Eeuwenlang werd er vilt op deze wijze gemaakt met behulp van water, zeep, warmte en wrijving.

### Naaldvilten
Bij deze techniek wordt een droog stukje wol doorprikt met een naald met weerhaakjes. Deze naalden hebben aan het uiteinde een inkeping die de vezels oppikken en meenemen. Omdat de inkeping schuin is, neemt deze de wolvezel niet meer terug en blijft de vezel vervlochten in de vezels waar de naald haar achterlaat. Zo wordt het vilt steeds dichter en kunnen vormen gemaakt worden. Speciale naaldviltmachines bevatten op zogeheten naaldrollen vele van zulke naalden en produceren daarmee vilt op grote schaal. Deze techniek maakt het ook mogelijk om synthetische vezels te gebruiken. Afhankelijk van de samenstelling van de vezels is synthetisch vilt beter bestand tegen bepaalde chemische stoffen, extreme temperaturen of specifieke mechanische arbeidsomstandigheden.

## Toepassingen

### Kleding
Van oudsher worden stoffen uit vilt gebruikt voor jassen, kleding, hoeden, laarzen en uniformen.

### Muziek
In de muziekinstrumentenbouw spreekt men meestal van 'feuter' in plaats van 'vilt'. Feuter wordt in de instrumentenbouw vooral gebruikt als geluidsdemping: het dempen van de snaren bij een piano, het dempen van de mechanieken bij een pijporgel, etcetera.

### Wonen
De wanden van Mongoolse tenten (joerten) worden nog steeds gemaakt van vilt.

### Draagtassen
Vilten draagtassen zijn duurzaam. Ze worden in verschillende formaten en modellen geproduceerd in meerdere kleuren. Klassieke vilten draagtassen zijn zwart, donker of lichtgrijs.

## Afbeeldingen

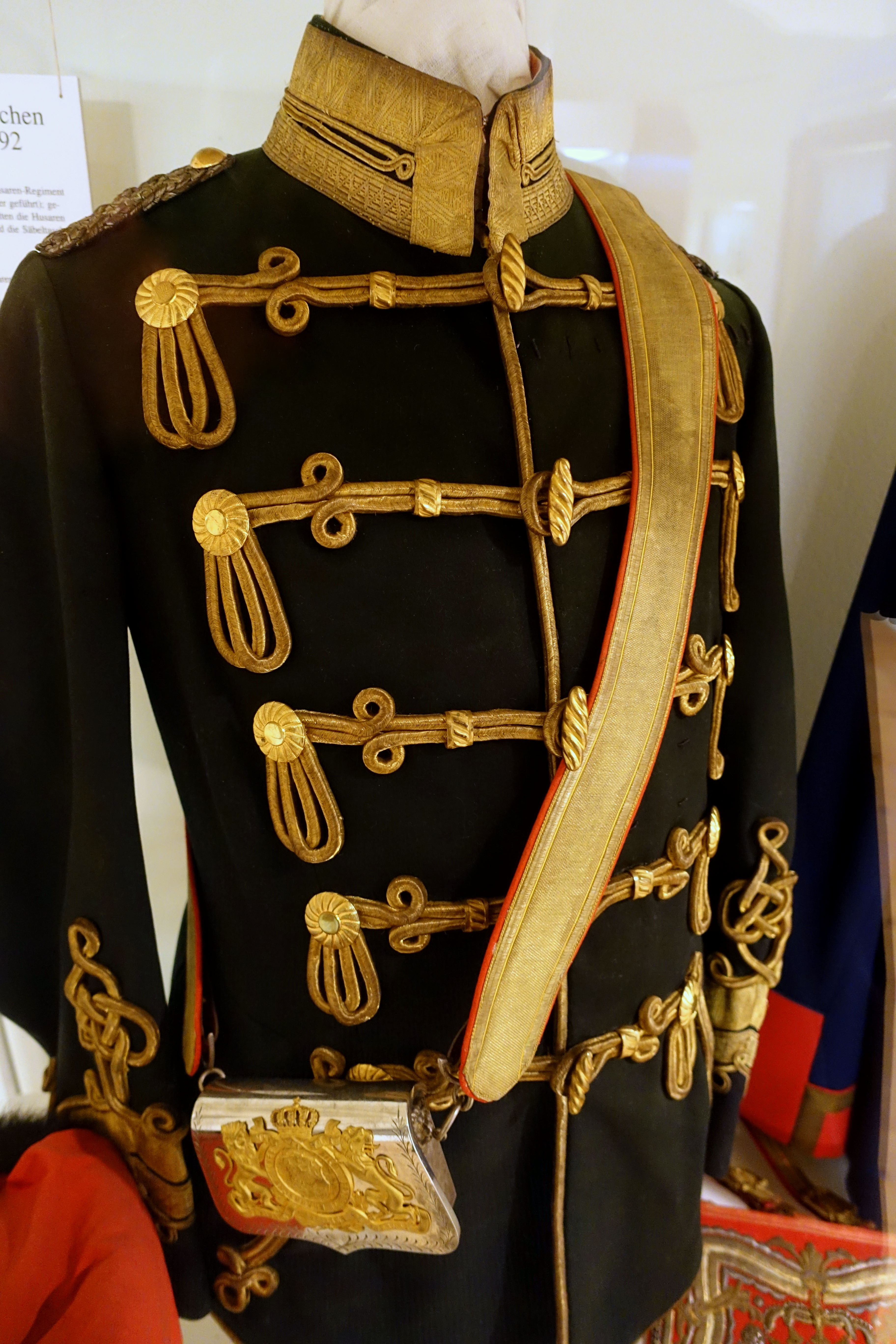
Hongaarse uniformjas, 17e Regiment der Huzaren, wollen vilt met broderie en houtje-touwtje sluiting, ca 1910
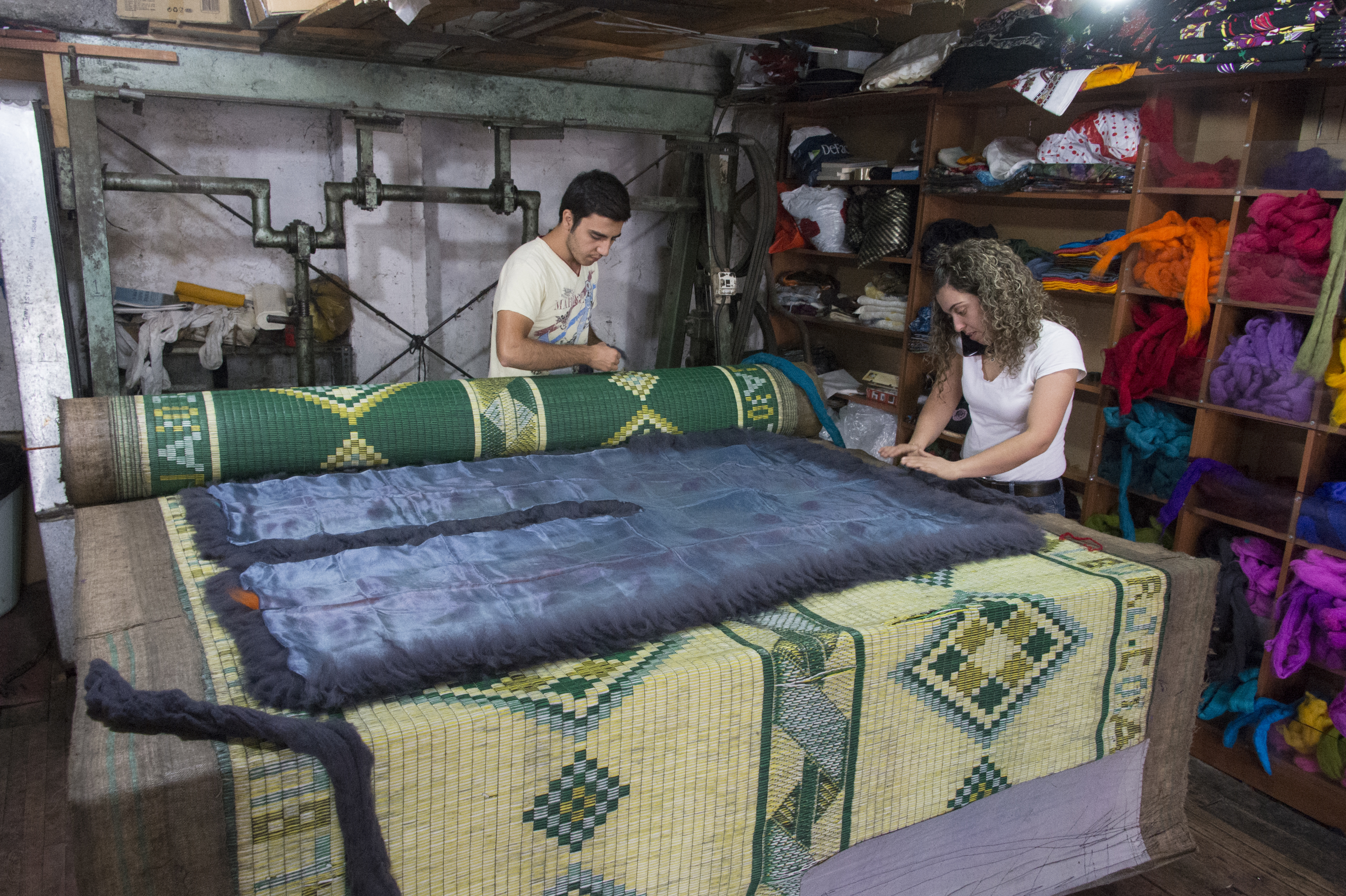
Viltwerkplaats in Tire, Turkije. Hier wordt de natte ingezeepte wol ingerold om te worden gestampt.
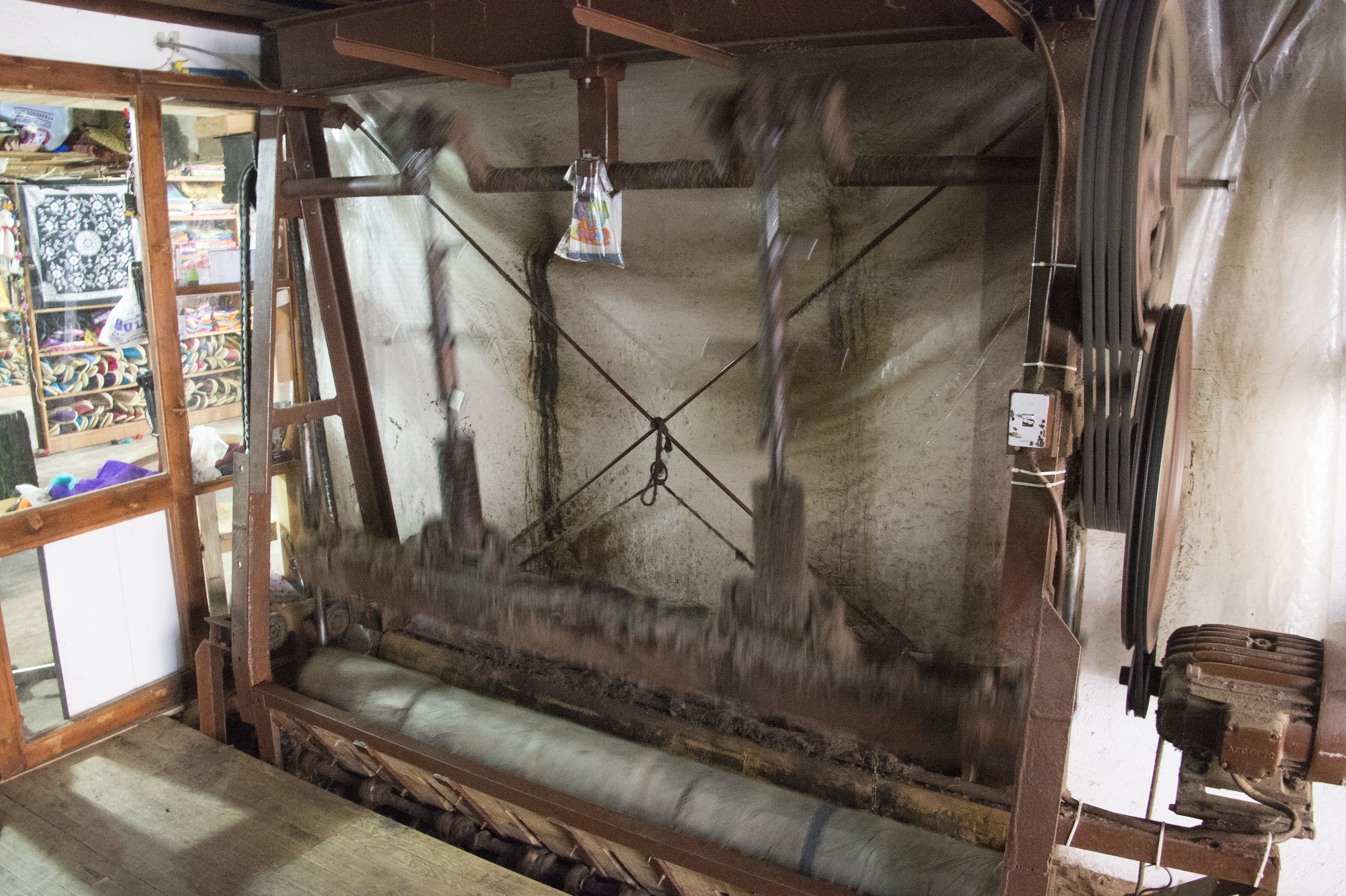
Eenvoudige viltmachine in werkplaats in Tire, Turkije. Een rol natte, ingezeepte wol wordt bewerkt door er herhaaldelijk een houten balk op te laten vallen.
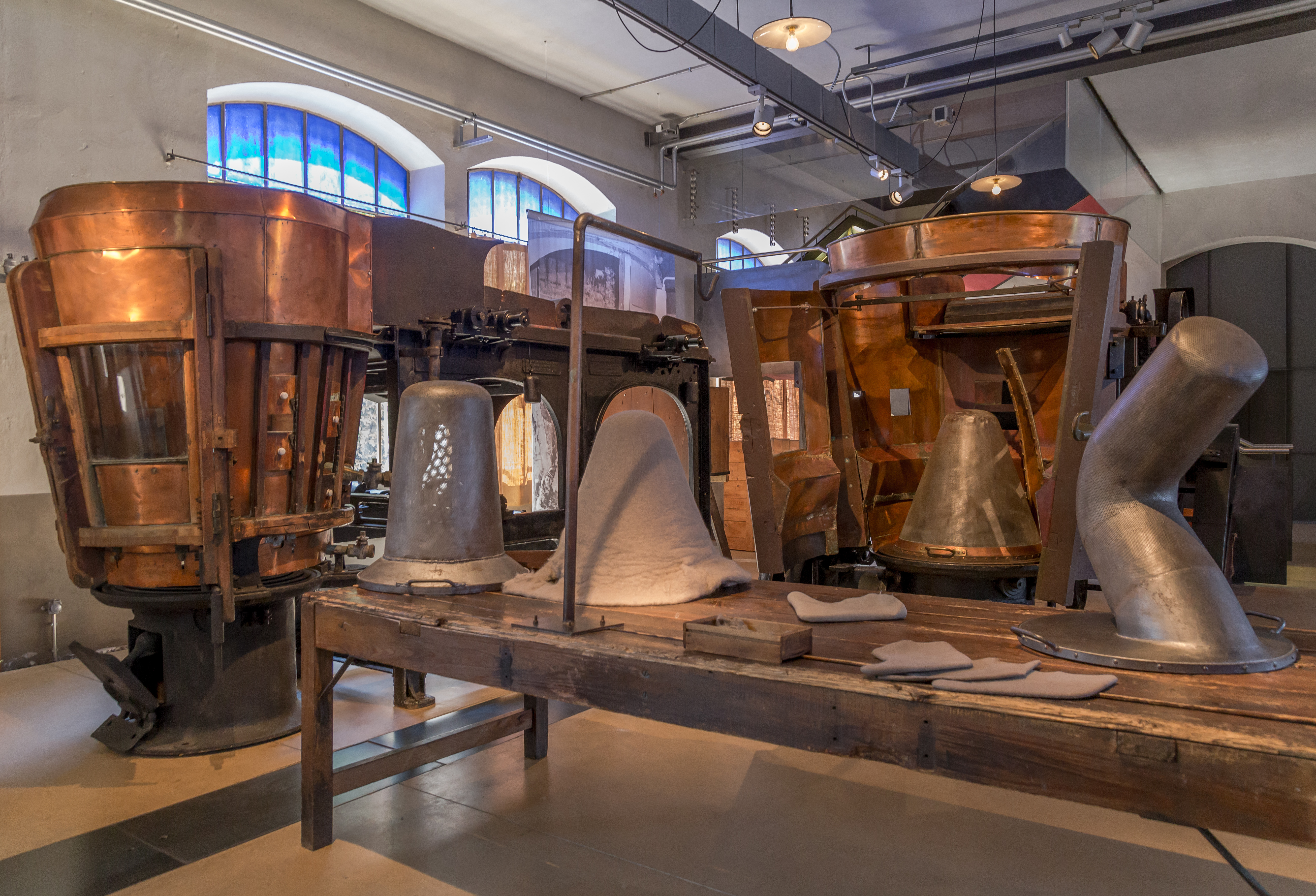
Stoommachines en hoedenvormen in vilten hoedenmakerij, Chazelles-sur-Lyon, Frankrijk
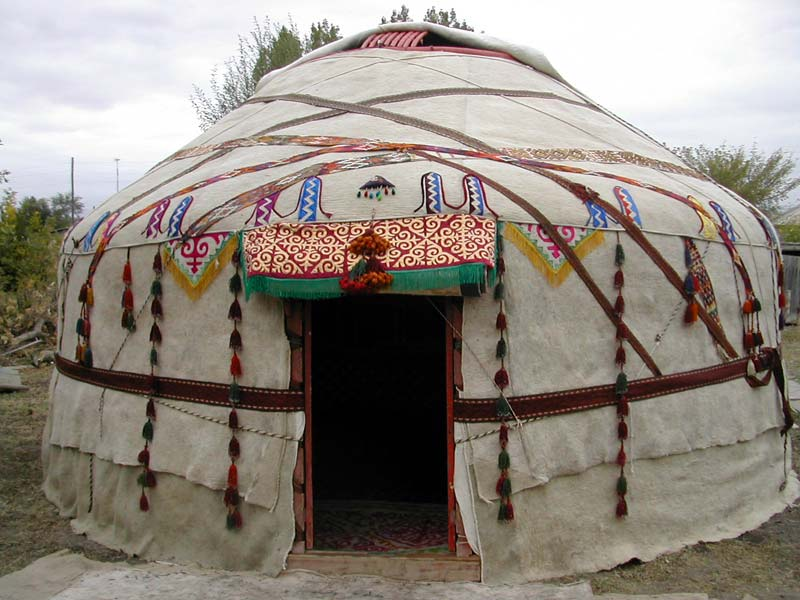
Vilten joert (Kazachstan)
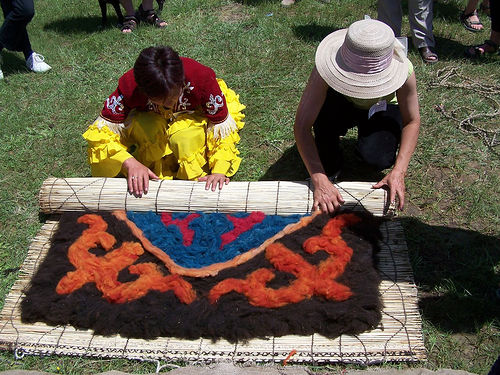
Voorbereiding voor het vilten van in patroon gedrapeerde wol om een Ala-kiyiz tapijt op traditionele manier te vervaardigen in Kyrgyzstan
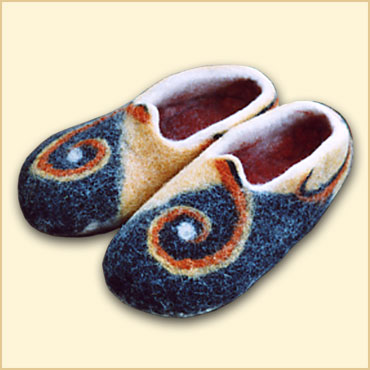
Viltpantoffels
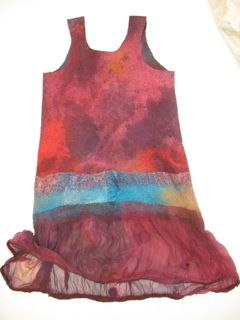
Vilten jurk